# Legislatura Hawajów
Legislatura Hawajów (Hawaii State Legislature) - parlament amerykańskiego stanu Hawaje. Ma charakter bikameralny i składa się z Izby Reprezentantów oraz Senatu. Miejscem posiedzeń obu izb jest gmach Kapitolu Stanowego Hawajów w Honolulu. 
Izba Reprezentantów składa się z 51 deputowanych, wybieranych na dwuletnią kadencję. Senat liczy 25 członków powoływanych na cztery lata, przy czym co dwa lata odnawiana jest połowa jego składu. W wyborach do obu izb stosuje się jednomandatowe okręgi wyborcze i ordynację większościową. 

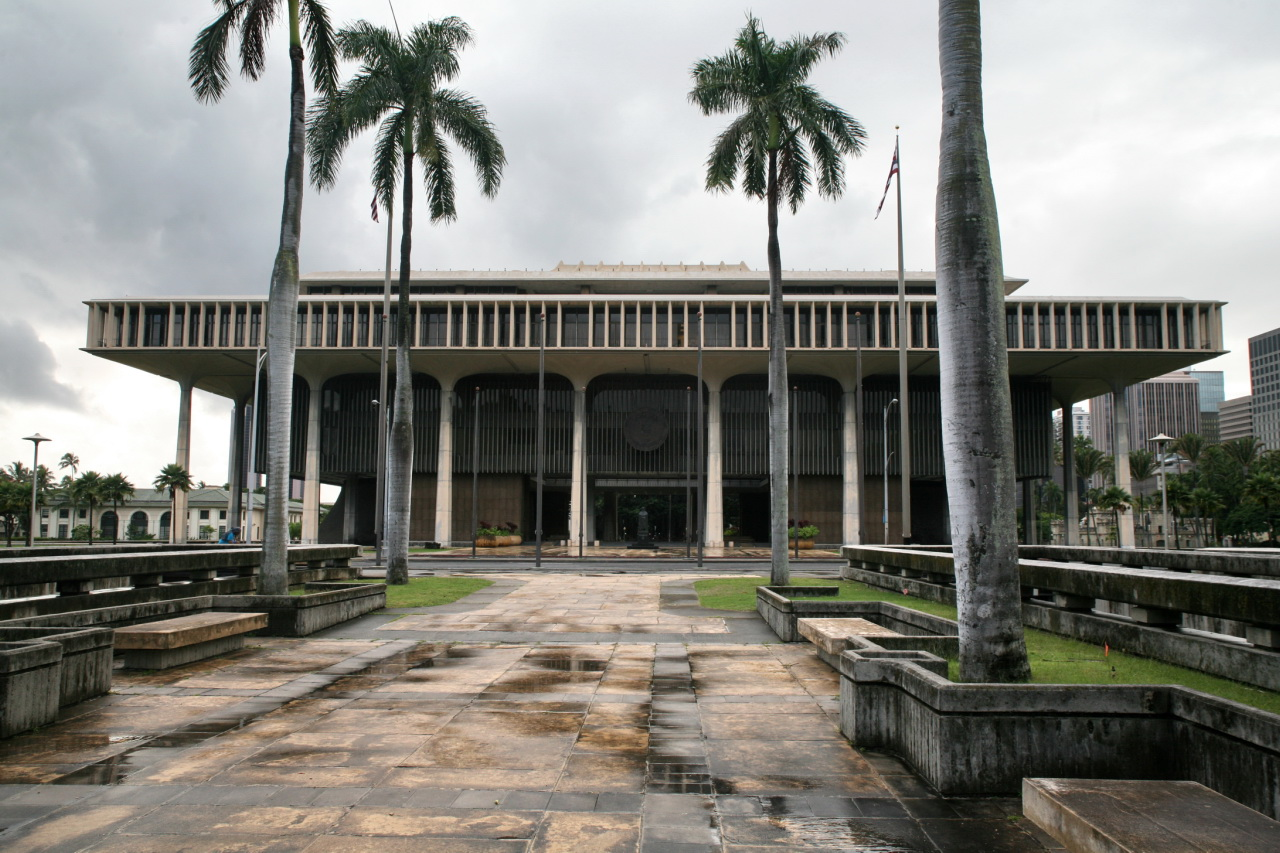
Kapitol Stanowy Hawajów w Honolulu